# Campeonato de Eritrea de Ciclismo en Ruta
Los Campeonatos de Eritrea de Ciclismo en Ruta se organizan anualmente de forma ininterrumpida para determinar el campeón ciclista de Eritrea de cada año. El título se otorga al vencedor de una única carrera. El vencedor obtiene el derecho a portar un maillot con los colores de la Bandera de Eritrea hasta el Campeonato de Eritrea del año siguiente.
El corredor más laureado es Daniel Teklehaimanot, con tres victorias.

## Palmarés
| Año  | Ganador                 | Segundo                 | Tercero                 |
| 2008 | Daniel Teklehaimanot    | Bereket Yemane          | Meron Russom            |
| 2011 | Fregalsi Debesay        | Henok Abraha            | Semere Mengis           |
| 2012 | Daniel Teklehaimanot    | Tesfom Okubamariam      | Arha Debesay            |
| 2013 | Meron Teshome           | Meron Amanuel           | Kindishih Debesay       |
| 2014 | Amanuel Ghebreigzabhier | Aron Baranceal          | Yonas Haile             |
| 2015 | Natnael Berhane         | Tesfom Okubamariam      | Amanuel Ghebreigzabhier |
| 2016 | Daniel Teklehaimanot    | Metkel Eyob             | Michael Habtom          |
| 2017 | Meron Abraham           | Elyas Afewerki          | Merhawi Kudus           |
| 2018 | Merhawi Kudus           | Amanuel Ghebreigzabhier | Metkel Eyob             |
| 2019 | Natnael Berhane         | Natnael Tesfatsion      | Robel Tewelde           |
| 2020 | No se disputó           | No se disputó           | No se disputó           |
| 2021 | Dawit Yemane            | Merhawi Kudus           | Metkel Eyob             |
| 2022 | Merhawi Kudus           | Natnael Tesfatsion      | Niyat Russom            |
| 2023 | Awet Aman               | Mengis Petros           | Henok Mulubrhan         |
| 2024 | Natnael Tesfatsion      | Aklilu Arefayne         | Metkel Eyob             |
| 2025 | Nahom Zeray             | Meron Teshome           | Natnael Tesfatsion      |